# Krauthausen (Düren)
Krauthausen is een plaats in de Duitse gemeente Düren, deelstaat Noordrijn-Westfalen, en telt 310 inwoners (31-12-2020). Het industriedorp ligt ten zuiden van de stad Düren.

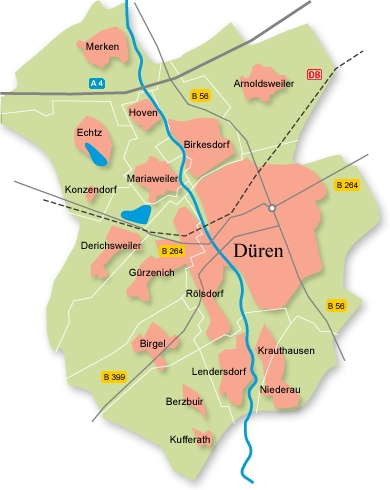
Kaart der stadsdelen van Düren

In het dorp staan twee papierfabrieken, waarvan er 1 is ontstaan uit een eeuwenoude papierschepperij met watermolen, en een grote chemische fabriek, die sinds 1968 tot het AKZO-concern behoort. De meeste werknemers van deze fabrieken wonen in het direct aangrenzende Niederau.